# 大将 (苏联)

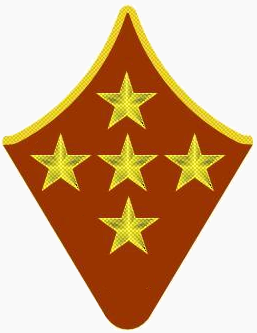
1940年至1943年的大将军衔领章

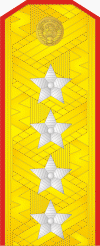
1943年至1955年的大将军衔肩章

1955年至1974年的大将军衔的肩章为4颗五角星

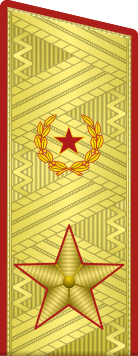
1974年至1992年的大将军衔肩章

大将（俄语：генерал армии），是苏联军衔制度的中最高级别的将军。大将低于苏联元帅与军兵种主帅，高于上将，等同于军兵种元帅。不过大将军衔一般授予合成兵司令，在多军种联合战役中指挥不同军兵种协同作战的军事主官。大将军衔是1940年5月7日根据苏联最高苏维埃主席团的命令而设立的。在随后的51年苏联历史中，授予了133名大将，其中32人被晋升为苏联元帅军衔。

## 苏联大将列表
| №   | 姓名                                   | 授衔日期                       | 授衔时职务                                                  | 备注                                              |
| --- | -------------------------------------- | ------------------------------ | ----------------------------------------------------------- | ------------------------------------------------- |
| 1   | 格奥尔基·康斯坦丁诺维奇·朱可夫         | 1940年6月4日                   | 基辅特别军区司令员                                          | 1943年1月18日晋升苏联元帅                         |
| 2   | 基里尔·阿法纳西耶维奇·梅列茨科夫       | 1940年6月4日                   | 副国防人民委员分管国防训练与军校                            | 1944年10月26日授衔苏联元帅                        |
| 3   | 伊万·弗拉基米罗维奇·秋列涅夫           | 1940年6月4日                   | 外高加索军区司令员                                          |                                                   |
| 4   | 约瑟夫·罗季奥诺维奇·阿帕纳先科         | 1941年2月22日                  | 远东方面军司令                                              | 1943年8月5日                                      |
| 5   | 德米特里·格里戈利耶维奇·巴甫洛夫       | 1941年2月22日                  | 西部特别军区司令员                                          | 1941年7月22日                                     |
| 6   | 亚历山大·米哈伊洛维奇·华西列夫斯基     | 1943年1月18日                  | 副国防人民委员兼总参谋长                                    | 1943年2月16日授衔苏联元帅.                        |
| 7   | 尼古拉·费奥多罗维奇·瓦图京             | 1943年2月12日                  | 沃罗涅日方面军司令                                          | 1944年4月15日                                     |
| 8   | 罗季翁·雅科夫列维奇·马利诺夫斯基       | 1943年4月28日                  | 西南方面军司令                                              | 1944年9月10日授衔苏联元帅                         |
| 9   | 康斯坦丁·康斯坦丁诺维奇·罗科索夫斯基   | 1943年4月28日                  | 中央方面军司令                                              | 1944年6月29日授衔苏联元帅                         |
| 10  | 伊万·斯捷潘诺维奇·科涅夫               | 1943年8月26日                  | 草原方面军司令                                              | 1944年2月20日授衔苏联元帅                         |
| 11  | 馬基恩·米哈伊洛維奇·波波夫             | 1943年8月26日 1953年8月3日     | 布良斯克方面军司令员; 塔夫里亚军区司令员                    | 1944年4月20日将为上将军衔                         |
| 12  | 阿列克谢·因诺肯季耶维奇·安东诺夫       | 1943年8月27日                  | 第一副总参谋长                                              |                                                   |
| 13  | 安德烈·伊万诺维奇·叶廖缅科             | 1943年8月27日                  | 加里宁方面军司令                                            | 1955年3月11日授衔苏联元帅                         |
| 14  | 瓦西里·达尼洛维奇·索科洛夫斯基         | 1943年8月27日                  | 西方面军司令                                                | 1946年7月3日授衔苏联元帅                          |
| 15  | 费奥多尔·伊万诺维奇·托尔布欣           | 1943年9月21日                  | 南方面军司令                                                | 1944年9月12日授衔苏联元帅                         |
| 16  | 伊万·叶菲莫维奇·彼得罗夫               | 1943年10月9日 1944年10月26日   | 北高加索方面军司令员; 乌克兰第4方面军司令员                 | 1944年2月4日降级为上将军衔                        |
| 17  | 安德烈·瓦西里耶维奇·赫鲁廖夫           | 1943年11月7日                  | 总后勤部长                                                  |                                                   |
| 18  | 伊万·赫里斯托福罗维奇·巴格拉米扬       | 1943年11月7日                  | 波罗的海沿岸第1方面军司令                                   | 1955年3月11日授衔苏联元帅                         |
| 19  | 列昂尼德·亚历山德罗维奇·戈沃罗夫       | 1943年11月7日                  | 列宁格勒方面军司令                                          | 1944年6月18日授衔苏联元帅                         |
| 20  | 伊萬·丹尼洛維奇·切爾尼亞霍夫斯基       | 1944年6月26日                  | 白俄罗斯第3方面军司令                                       | 1945年2月18日                                     |
| 21  | 格奥尔吉·费奥多罗维奇·扎哈罗夫         | 1944年7月28日                  | 白俄罗斯第2方面军司令                                       |                                                   |
| 22  | 伊万·伊万诺维奇·马斯连尼科夫           | 1944年7月28日                  | 波罗的海沿岸第3方面军司令                                   |                                                   |
| 23  | 马克西姆·阿列克谢耶维奇·普尔卡耶夫     | 1944年10月26日                 | 远东方面军司令                                              |                                                   |
| 24  | 尼古拉·亚历山德罗维奇·布尔加宁         | 1944年11月17日                 | 副国防人民委员                                              | 1947年11月3日授衔苏联元帅；1958年11月26日降为上将 |
| 25  | 马特维·瓦西里耶维奇·扎哈罗夫           | 1945年5月29日                  | 乌克兰第3方面军司令                                         | 1959年5月8日授衔苏联元帅                          |
| 26  | 弗谢沃洛德·尼古拉耶维奇·梅尔库洛夫     | 1945年7月9日                   | 国家安全人民委员                                            | 1953年12月23日枪决，1953年12月31日剥夺荣誉        |
| 27  | 弗拉基米尔·瓦西里耶维奇·库拉索夫       | 1948年11月12日                 | 中央军队集群总司令（驻奥地利）                              |                                                   |
| 28  | 格尔曼·卡皮托诺维奇·马兰金             | 1948年11月12日                 | 副总参谋长                                                  |                                                   |
| 29  | 瓦西里·伊万诺维奇·崔可夫               | 1948年11月12日                 | 苏军驻德军队集群第一副总司令                                | 1955年3月11日授衔苏联元帅                         |
| 30  | 谢尔盖·马特维耶维奇·什捷缅科           | 1948年11月12日； 1968年2月19日 | 武装力量部副部长兼总参谋长;第一副总参谋长兼华约部队总参谋长 | 1953年6月15日降为中将；1956年11月26日晋升上将     |
| 31  | 谢尔盖·谢苗诺维奇·比留佐夫             | 1953年8月3日                   | 中央军队集群总司令（驻奥地利）                              | 1955年3月11日授衔苏联元帅                         |
| 32  | 安德烈·安东诺维奇·格列奇科             | 1953年8月3日                   | 苏军驻德军队集群总司令                                      | 1955年3月11日授衔苏联元帅                         |
| 33  | 米哈伊尔·谢尔盖耶维奇·马利宁           | 1953年8月3日                   | 第一副总参谋长                                              |                                                   |
| 34  | 基里爾·謝苗諾維奇·莫斯卡連科           | 1953年8月3日                   | 莫斯科军区司令兼莫斯科卫戍区司令                            | 1955年3月11日授衔苏联元帅                         |
| 35  | 尼古拉·伊万诺维奇·克雷洛夫             | 1953年9月18日                  | 远东军区第一副司令                                          | 1962年4月28日授衔苏联元帅                         |
| 36  | 帕维尔·伊万诺维奇·巴托夫               | 1955年3月10日                  | 喀尔巴阡军区司令                                            |                                                   |
| 37  | 库兹马·尼基托维奇·加利茨基             | 1955年8月8日                   | 北方军队集群总司令（驻波兰）                                |                                                   |
| 38  | 亚历山大·瓦西里耶维奇·戈尔巴托夫       | 1955年8月8日                   | 波罗的海沿岸军区司令                                        |                                                   |
| 39  | 阿列克谢·谢苗诺维奇·扎多夫             | 1955年8月8日                   | 中央军队集群总司令（驻奥地利）                              |                                                   |
| 40  | 米哈伊尔·伊里奇·卡扎科夫               | 1955年8月8日                   | 乌拉尔军区司令                                              |                                                   |
| 41  | 亚历山大·亚历山德罗维奇·卢钦斯基       | 1955年8月8日                   | 突厥斯坦军区司令                                            |                                                   |
| 42  | 伊万·亚历山德罗维奇·谢罗夫             | 1955年8月8日                   | 国家安全委员会(克格勃)主席                                  | 1963年3月12日降为少将                             |
| 43  | 伊万·伊万诺维奇·费久宁斯基             | 1955年8月8日                   | 外高加索军区司令                                            |                                                   |
| 44  | 斯坦尼斯拉夫·吉利亚罗维奇·波普拉夫斯基 | 1955年8月12日                  | 波兰国防部副部长                                            |                                                   |
| 45  | 菲利普·伊万诺维奇·戈利科夫             | 1959年5月8日                   | 总政治部主任                                                | 1961年5月6日授衔苏联元帅                          |
| 46  | 帕维尔·阿列克谢耶维奇·库罗奇金         | 1959年5月8日                   | 伏龙芝军事学院院长                                          |                                                   |
| 47  | 德米特里·丹尼洛维奇·列柳申科           | 1959年5月8日                   | 乌拉尔军区司令                                              |                                                   |
| 48  | 巴维尔·费奥多罗维奇·巴季茨基           | 1961年5月5日                   | 国土防空军莫斯科防空区司令                                  | 1968年4月15日授衔苏联元帅                         |
| 49  | 弗拉基米尔·德米特里耶维奇·伊万诺夫     | 1961年5月5日                   | 第一副总参谋长                                              |                                                   |
| 50  | 弗拉基米尔·雅科夫列维奇·科尔帕克奇     | 1961年5月5日                   | 陆军训练总监                                                |                                                   |
| 51  | 瓦连京·安东诺维奇·佩尼科夫斯基         | 1961年5月5日                   | 远东军区司令                                                |                                                   |
| 52  | 雅科夫·格里戈利耶维奇·克列伊泽尔       | 1962年4月27日                  | 远东军区司令                                                |                                                   |
| 53  | 伊萨·亚历山德罗维奇·普利耶夫           | 1962年4月27日                  | 北高加索军区司令                                            |                                                   |
| 54  | 伊万·伊格纳季耶维奇·雅库鲍夫斯基       | 1962年4月27日                  | 苏军驻德军队集群总司令                                      | 1967年4月12日授衔苏联元帅                         |
| 55  | 阿列克谢·阿列克谢耶维奇·叶皮谢夫       | 1962年5月11日                  | 总政治部主任                                                |                                                   |
| 56  | 阿法纳西·帕夫兰季耶维奇·别洛博罗多夫   | 1963年2月22日                  | 莫斯科军区司令                                              |                                                   |
| 57  | 安德烈·拉甫连季耶维奇·格特曼           | 1964年4月13日                  | 喀尔巴阡军区司令                                            |                                                   |
| 58  | 彼得·基里洛维奇·科舍沃伊               | 1964年4月13日                  | 基辅军区司令                                                | 1968年4月15日授衔苏联元帅                         |
| 59  | 安德烈·特罗菲莫维奇·斯图琴科           | 1964年4月13日                  | 外高加索军区司令                                            |                                                   |
| 60  | 伊万·格里戈里耶维奇·巴甫洛夫斯基       | 1967年4月12日                  | 国防部副部长兼陆军总司令                                    |                                                   |
| 61  | 谢尔盖·列昂尼德维奇·索科洛夫           | 1967年4月12日                  | 国防部第一副部长                                            | 1978年2月17日授衔苏联元帅                         |
| 62  | 瓦西里·菲利波维奇·马尔格洛夫           | 1967年10月25日                 | 空降兵司令                                                  |                                                   |
| 63  | 约瑟夫·伊拉克利耶维奇·古萨科夫斯基     | 1968年2月19日                  | 国防部总干部部部长                                          |                                                   |
| 64  | 谢苗·巴甫洛维奇·伊万诺夫               | 1968年2月19日                  | 西伯利亚军区司令                                            |                                                   |
| 65  | 彼得·尼古拉耶维奇·拉先科               | 1968年2月19日                  | 驻阿拉伯联合共和国军事总顾问                                |                                                   |
| 66  | 尼古拉·格里戈利耶维奇·利亚先科         | 1968年2月19日                  | 突厥斯坦军区司令                                            |                                                   |
| 67  | 格奥尔吉·伊万诺维奇·赫塔古罗夫         | 1968年2月19日                  | 波罗的海沿岸军区司令                                        |                                                   |
| 68  | 谢尔盖·斯捷潘诺维奇·马里亚欣           | 1968年2月22日                  | 总后勤部第一副部长                                          |                                                   |
| 69  | 彼得·阿列克谢耶维奇·别利克             | 1969年2月21日                  | 外贝加尔军区司令                                            |                                                   |
| 70  | 维克托·格奥尔吉耶维奇·库利科夫         | 1970年4月29日                  | 苏军驻德军队集群总司令                                      | 1977年1月14日授衔苏联元帅                         |
| 71  | 弗拉基米尔·费奥多罗维奇·托卢勃科       | 1970年4月29日                  | 远东军区司令                                                | 1983年3月25日授衔炮兵主帅                         |
| 72  | 阿法纳西·费奥多罗维奇·谢格洛夫         | 1970年4月29日                  | 国土防空军第一副总司令                                      |                                                   |
| 73  | 彼得·伊万诺维奇·伊瓦舒京               | 1971年2月22日                  | 副总参谋长兼总参谋部侦察总局局长                            |                                                   |
| 74  | 叶甫根尼·菲利波维奇·伊万诺夫斯基       | 1972年11月2日                  | 苏军驻德军队集群总司令                                      |                                                   |
| 75  | 亚历山大·尼古拉耶维奇·科马罗夫斯基     | 1972年11月2日                  | 国防部副部长分管建设与营房                                  |                                                   |
| 76  | 谢苗·康斯坦丁诺维奇·库尔科特金         | 1972年11月2日                  | 国防部副部长兼总后勤部部长                                  | 1983年3月25日授衔苏联元帅                         |
| 77  | 阿列克謝·伊萬諾維奇·拉齊耶夫斯基       | 1972年11月2日                  | 伏龙芝军事学院院长                                          |                                                   |
| 78  | 瓦西里·伊万诺维奇·彼得罗夫             | 1972年12月15日                 | 远东军区司令                                                | 1983年3月25日授衔苏联元帅                         |
| 79  | 叶夫多基姆·叶戈罗维奇·马利采夫         | 1973年11月4日                  | 列宁军事政治学院院长                                        |                                                   |
| 80  | 尼古拉·瓦西里耶维奇·奥加尔科夫         | 1973年11月4日                  | 第一副总参谋长                                              | 1977年1月14日授衔苏联元帅                         |
| 81  | 伊万·叶戈罗维奇·沙夫罗夫               | 1973年11月4日                  | 总参谋部军事学院院长                                        |                                                   |
| 82  | 列昂尼德·伊里奇·勃列日涅夫             | 1974年3月22日                  | 苏共中央委员会总书记，苏联国防委员会主席                    | 1976年5月7日授衔苏联元帅                          |
| 83  | 伊万·尼古拉耶维奇·什卡多夫             | 1975年4月29日                  | 国防部总干部部部长                                          |                                                   |
| 84  | 谢苗·彼得罗维奇·瓦夏金                 | 1976年2月19日                  | 陆军军事委员会委员兼陆军政治部主任                          |                                                   |
| 85  | 德米特里·费奥多罗维奇·乌斯季诺夫       | 1976年4月29日                  | 苏联国防部部长                                              | 1976年7月30日授衔苏联元帅                         |
| 86  | 尤里·弗拉基米罗维奇·安德罗波夫         | 1976年9月10日                  | 国家安全委员会(克格勃)主席                                  |                                                   |
| 87  | 尼古拉·阿尼西莫维奇·晓洛科夫           | 1976年9月10日                  | 内务部长                                                    | 1984年11月6日撤职                                 |
| 88  | 阿纳托利·伊万诺维奇·格里勃科夫         | 1976年10月29日                 | 第一副总参谋长兼华约组织武装部队参谋长                      |                                                   |
| 89  | 伊万·莫伊谢耶维奇·特列季亚克           | 1976年10月29日                 | 远东军区司令                                                |                                                   |
| 90  | 亚历山大·捷连季耶维奇·阿尔图宁         | 1977年2月16日                  | 国防部副部长兼民防部队司令                                  |                                                   |
| 91  | 伊万·亚历山德罗维奇·格拉西莫夫         | 1977年10月28日                 | 基辅军区司令                                                |                                                   |
| 92  | 弗拉基米尔·列昂尼多维奇·戈沃罗夫       | 1977年10月28日                 | 莫斯科军区司令兼莫斯科卫戍区司令                            |                                                   |
| 93  | 亚历山大·米哈伊洛维奇·马约罗夫         | 1977年10月28日                 | 波罗的海沿岸军区司令                                        |                                                   |
| 94  | 瓦连京·伊万诺维奇·瓦连尼科夫           | 1978年2月17日                  | 喀尔巴阡军区司令                                            |                                                   |
| 95  | 瓦吉姆·亚历山德罗维奇·马特洛索夫       | 1978年12月13日                 | 边防军司令员                                                |                                                   |
| 96  | 谢苗·库兹米奇·茨维贡                   | 1978年12月13日                 | 国家安全委员会(克格勃)第一副主席                            |                                                   |
| 97  | 格奥尔吉·卡尔波维奇·齐涅夫             | 1978年12月13日                 | 国家安全委员会(克格勃)副主席                                |                                                   |
| 98  | 米哈伊尔·米哈伊洛维奇·科兹洛夫         | 1979年2月2日                   | 总参谋部军事学院院长                                        |                                                   |
| 99  | 根纳季·伊万诺维奇·奥巴图罗夫           | 1979年2月19日                  | 驻越南国防部总军事顾问                                      |                                                   |
| 100 | 谢尔盖·费奥多罗维奇·阿赫罗梅耶夫       | 1979年4月23日                  | 第一副总参谋长                                              | 1983年3月25日授衔苏联元帅                         |
| 101 | 格里戈利·伊万诺维奇·萨尔马诺夫         | 1979年10月29日                 | 外贝加尔军区司令                                            |                                                   |
| 102 | 伊万·基里洛维奇·雅科夫列夫             | 1980年5月7日                   | 内务部副部长兼内务部队司令                                  |                                                   |
| 103 | 米哈伊尔·米特罗法诺维奇·扎伊采夫       | 1980年11月4日                  | 苏军驻德军队集群总司令                                      |                                                   |
| 104 | 彼得·格奥尔基耶维奇·卢舍夫             | 1981年11月2日                  | 莫斯科军区司令                                              |                                                   |
| 105 | 米哈伊尔·伊万诺维奇·索罗金             | 1981年11月2日                  | 列宁格勒军区司令                                            |                                                   |
| 106 | 维塔利·米哈伊洛维奇·沙巴诺夫           | 1981年11月2日                  | 国防部副部长分管装备                                        |                                                   |
| 107 | 尤里·巴甫洛维奇·马克西莫夫             | 1982年12月16日                 | 突厥斯坦军区军区司令                                        |                                                   |
| 108 | 德米特里·谢苗诺维奇·苏霍鲁科夫         | 1982年12月16日                 | 空降兵司令                                                  |                                                   |
| 109 | 维塔利·瓦西里耶维奇·费多尔丘克         | 1982年12月17日                 | 内务部长                                                    |                                                   |
| 110 | 瓦西里·亚历山德罗维奇·别利科夫         | 1983年11月4日                  | 喀尔巴阡军区司令                                            |                                                   |
| 111 | 维克托·米哈伊洛维奇·切布里科夫         | 1983年11月4日                  | 国家安全委员会(克格勃)主席                                  |                                                   |
| 112 | 德米特里·季莫费耶维奇·亚佐夫           | 1984年2月6日                   | 远东军区司令                                                | 1990年4月28日授衔苏联元帅                         |
| 113 | 费多特·菲利波维奇·克利夫达             | 1984年10月31日                 | 驻越南军事总顾问                                            |                                                   |
| 114 | 尼古拉·巴甫洛维奇·叶莫霍诺夫           | 1985年4月10日                  | 国家安全委员会(克格勃)第一副主席                            |                                                   |
| 115 | 阿列克谢·德米特里耶维奇·利济切夫       | 1986年2月19日                  | 总政治部主任                                                |                                                   |
| 116 | 伊万·马卡罗维奇·沃洛申                 | 1986年5月7日                   | 远东军区司令                                                |                                                   |
| 117 | 鲍里斯·瓦西里耶维奇·斯涅特科夫         | 1986年5月7日                   | 列宁格勒军区司令                                            |                                                   |
| 118 | 斯坦尼斯拉夫·伊万诺维奇·波斯特尼科夫   | 1986年11月3日                  | 外贝加尔军区司令                                            |                                                   |
| 119 | 菲利普·杰尼索维奇·博布科夫             | 1987年11月30日                 | 国家安全委员会(克格勃)第一副主席                            |                                                   |
| 120 | 弗拉基米尔·亚历山德罗维奇·克留奇科夫   | 1988年1月27日                  | 国家安全委员会(克格勃)主席                                  |                                                   |
| 121 | 弗拉基米尔·米哈伊洛维奇·阿尔希波夫     | 1988年2月16日                  | 国防部副部长兼总后勤部部长                                  |                                                   |
| 122 | 尼古拉·伊万诺维奇·波波夫               | 1988年2月16日                  | 突厥斯坦军区军区司令                                        |                                                   |
| 123 | 康斯坦丁·阿列克谢耶维奇·科切托夫       | 1988年4月29日                  | 外高加索军区司令员                                          |                                                   |
| 124 | 阿纳托利·弗拉基米罗维奇·别捷赫京       | 1988年11月4日                  | 陆军第一副总司令                                            |                                                   |
| 125 | 弗拉基米尔·尼古拉耶维奇·洛博夫         | 1989年2月15日                  | 第一副总参谋长兼华约组织武装部队参谋长                      |                                                   |
| 126 | 米哈伊尔·阿列克谢耶维奇·莫伊谢耶夫     | 1989年2月15日                  | 国防部第一副部长兼总参谋长                                  |                                                   |
| 127 | 弗拉基米尔·米哈伊洛维奇·舒拉廖夫       | 1989年2月15日                  | 华沙条约组织武装力量驻民主德国国家人民军代表                |                                                   |
| 128 | 马赫穆特·艾哈迈托维奇·加列耶夫         | 1989年11月14日                 | 阿富汗民主共和国武装力量总司令首席军事顾问                  |                                                   |
| 129 | 弗拉德连·米哈伊洛维奇·米哈伊洛夫       | 1990年10月24日                 | 副总参谋长兼总参谋部情报总局局长                            |                                                   |
| 130 | 尼古拉·费奥多罗维奇·格拉切夫           | 1991年2月6日                   | 阿富汗民主共和国武装力量总司令首席军事顾问                  |                                                   |
| 131 | 维克托·费奥多罗维奇·叶尔马科夫         | 1991年2月6日                   | 国防部副部长兼干部总局局长                                  |                                                   |
| 132 | 尤里·阿列克谢耶维奇·雅申               | 1991年4月29日                  | 国防部副部长兼国家技术委员会主席                            |                                                   |
| 133 | 康斯坦丁·伊万诺维奇·科别茨             | 1991年8月24日                  | 副总参谋长，俄联邦加盟共和国国防部长                        |                                                   |